# Supersonic (canción de Oasis)
«Supersonic» es el sencillo debut de la banda británica Oasis, compuesta por Noel Gallagher. Aparece en su álbum debut, Definitely Maybe. Fue lanzado el 11 de abril de 1994 y alcanzó el puesto nº31 de la lista oficial del Reino Unido, la canción del repertorio de Oasis con el lugar más bajo en listas, a pesar de ser una de las más reconocidas del grupo. La canción fue interpretada en el debut de la banda en la TV nacional (Channel 4 The Word), el 18 de marzo de 1994. Sigue siendo, hasta el día de hoy, una de las canciones favoritas de la banda (en el DVD de Definitely Maybe, Noel cita que es su canción de Oasis favorita). El sencillo tras los años transcurridos ha acumulado ventas de más de 215 000 copias. Fue plata en el Reino Unido el 30 de junio de 2006, a 12 años y 3 meses de su lanzamiento.
A pesar de su popularidad, Gallagher reclama que la canción es básicamente una colección de disparates, letras escritas en cuestión de minutos, justo antes de que la banda entrara en los estudios de grabación para grabar la pista. La identidad que caracteriza "Elsa" causó alguna confusión — de acuerdo con la canción She done it with a doctor/On a helicopter/she sniffin' in a tissue/Sellin' the Big Issue. Noel apunta, "Alguien me dijo que "Supersonic" era acerca de la prostitución juvenil. Shit!". Desde entonces, se reveló que Elsa era un rottweiler con un problema de flatulencia, quien fue al estudio el día que fue escrita la canción, en una línea lo dice "she's into Alka Seltzer". Fue escrita y grabada en The Pink Museum en Liverpool. El plan de Oasis era grabar "Bring It On Down" como sencillo debut y varios demos. Sin embargo, "Supersonic" fue escrita y tanta fue la impresión de muchos, que fue elegida como sencillo debut. Hay una frase donde mencionan una canción de The Beatles, la conocidísima Yellow Submarine. Can I ride with you in your BMW?/You can sail with me in my Yellow Submarine.
La canción está incluida en el álbum oficial de música de la Euro 2004, Vive O 2004!. En marzo de 2005, Q magazine ubicó a "Supersonic" en el número 20 en la lista de las 100 Greatest Guitar Tracks. En mayo de 2007, la revista NME ubicó a "Supersonic" en el número 25 en la lista de las 50 Greatest Indie Anthems Ever. La canción también está incluida en el disco grandes éxitos de Oasis, Stop The Clocks: The Definitive Collection.
Lo más raro de la pista de "Supersonic" en Definitely Maybe es la sexta pista del disco en la versión original, mientras que en la versión japonesa es reemplazada por "Sad Song", canción del mismo disco, mientras que Supersonic se recorre a la 8.ª pista del disco.

## Personal
- Liam Gallagher — voz principal, pandereta.
- Noel Gallagher — guitarra líder, coros.
- Paul Arthurs — guitarra rítmica.
- Paul McGuigan — bajo.
- Tony McCarroll — batería.

Músicos adicionales
- Anthony Griffiths — coros.

## Lista de canciones
Vinilo de 7" (CRE 176), cassette single (CRECS 176), CD single cardsleeve (HES 660317 1)

| N.º  | Título         | Duración |  |
| 1.   | «Supersonic»   | 4:43     |  |
| 2.   | «Take Me Away» | 4:30     |  |
| 9:13 |                |          |  |

Vinilo de 12" (CRE 176T)

| N.º   | Título                  | Duración |  |
| 1.    | «Supersonic»            | 4:43     |  |
| 2.    | «Take Me Away»          | 4:30     |  |
| 3.    | «I Will Believe» (Live) | 3:46     |  |
| 12:59 |                         |          |  |

Vinilo promocional de 7" (RKID70BOX)

| N.º  | Título                                              | Duración |  |
| 1.   | «Supersonic» (Live At Glasgow Tramshed)             | 5:41     |  |
| 2.   | «Cigarettes & Alcohol» (Live At Manchester Academy) | 3:53     |  |
| 9:34 |                                                     |          |  |

CD single (CRESCD 176), cassette (CRESMC176)

| N.º   | Título                        | Duración |  |
| 1.    | «Supersonic»                  | 4:43     |  |
| 2.    | «Take Me Away»                | 4:30     |  |
| 3.    | «I Will Believe» (Live)       | 3:46     |  |
| 4.    | «Columbia» (White Label Demo) | 5:25     |  |
| 18:24 |                               |          |  |

EP Japón (ESCA 6025)

| N.º   | Título                        | Duración |  |
| 1.    | «Supersonic»                  | 4:42     |  |
| 2.    | «Shakermaker»                 | 5:10     |  |
| 3.    | «Columbia» (White Label Demo) | 5:26     |  |
| 4.    | «Alive» (8 Track Demo)        | 3:57     |  |
| 5.    | «D'Yer Wanna Be A Spaceman?»  | 2:41     |  |
| 6.    | «I Will Believe» (Live)       | 3:47     |  |
| 25:43 |                               |          |  |

CD promocional (ESK 6464)

| N.º  | Título                    | Duración |  |
| 1.   | «Supersonic» (Edit)       | 3:40     |  |
| 2.   | «Supersonic» (LP Version) | 4:43     |  |
| 8:23 |                           |          |  |

VHS (O-S-V3-D2-S-102694E)

| N.º  | Título                   | Duración |  |
| 1.   | «Supersonic» (Version 3) | 3:41     |  |
| 3:41 |                          |          |  |

CD promocional 2014 (none)

| N.º  | Título                                  | Duración |  |
| 1.   | «Supersonic» (Live At Glasgow Tramshed) | 5:30     |  |
| 3:41 |                                         |          |  |

## Posicionamiento en listas
| Listas (1994)                      | Mejor posición |
| ---------------------------------- | -------------- |
| Francia - SNEP                     | 33             |
| Nueva Zelanda - RIANZ              | 28             |
| Reino Unido - UK Singles Chart     | 31             |
| Estados Unidos - Alternative Songs | 11             |

|

### Certificaciones
| País        | Organismo certificador | Certificación | Ventas  | Ref.  |
| ----------- | ---------------------- | ------------- | ------- | ----- |
| Reino Unido | BPI                    | Plata         | 200 000 | [ 6 ] |